# Comportamento emocional
No comportamento emocional, existem componentes operantes (sentimentos) que determinam as ações do indivíduo. Estas ações são acompanhadas de respostas endócrinas e motoras que são importantes, pois preparam o corpo para ação e comunicam os estados emocionais a outras pessoas. [carece de fontes?]
A emoção é compreendida em sua origem e revela a sua primeira função, é ela que permite ao homem estabelecer os seus primeiros contatos, a emoção é a primeira forma de comunicação.
Nelson Valente ainda afirma que nossas funções autodefensivas (os reflexos incondicionados, primeiro, e os condicionados, depois), chamadas instinto de autoconservação, reagem antes mesmo que o psiquismo consciente se aperceba. O coração se acelera, a pressão sanguínea sobe instantaneamente, o baço se contrai, o sangue aflui das vísceras para os músculos e vice-versa, a taxa de açúcar aumenta, as pupilas se dilatam e todo o organismo se prepara para a luta ou para a fuga. De onde os sentimentos de cólera e de medo (instinto agressivo-defensivo) nada mais são que a Expressão subjetiva dessas modificações adaptativas que tem sua base mais profunda nas glândulas endócrinas. Na verdade, os chamados atos instintivos processam-se dentro dos estados fisiológicos, carregados de uma dose variável de afetividade que corresponde às alterações, mais ou menos súbitas, do meio físico e social e repercutem no organismo, sob a forma de emoção. Desta forma a EMOÇÃO, enquanto vivência afetiva, viria a ser como que a "face psíquica" do instinto fisiológico inconsciente. Isto não exclui a teoria intelectualista, que vê, na "representação", ideia-imagem, o ponto de partida das reações emocionais. De fato, a ideia-imagem imediata ou a imagem-lembrança, age como estímulo secundário (o estímulo primário é o que produz a imagem-percepção), e como motor que, através da hipófise, põe em movimento todo o mecanismo endócrino-emocional, dependendo a sua intensidade do grau de afetividade com que venha envolvida essa imagem.